# Massachusetts
Il Massachusetts (AFI: [massaˈʧusets]; in inglese: [mæsəˈtʃuːsɨts], ), ufficialmente Commonwealth del Massachusetts, è uno dei cinquanta Stati federati (sigla = MA) che compongono gli Stati Uniti d'America ed è situato nella regione della Nuova Inghilterra. Confina a nord con il New Hampshire e il Vermont, a ovest con lo Stato di New York, a sud con il Connecticut e il Rhode Island, e a est con l'oceano Atlantico. È il 7º più piccolo e il 15º più popoloso tra i 50 stati degli Stati Uniti. Lo Stato dispone di due aree metropolitane distinte: la Greater Boston (Grande Boston) a est e l'area metropolitana di Springfield a ovest. 
Circa due terzi della popolazione del Massachusetts vive nella Grande Boston. Molte delle città e contee del Massachusetts hanno nomi identici a quelli in Inghilterra. Il Massachusetts è il più popoloso dei sei stati del New England e ha il sesto più alto PIL pro capite della nazione. Inoltre è al secondo posto tra i 50 Stati americani per l’Indice di sviluppo umano (ISU) che mette a confronto i livelli di salute, reddito ed istruzione. Il soprannome dello Stato è The Bay State, ma sulle targhe automobilistiche è riportata la dicitura The Spirit of America. Gli animali simbolo dello stato sono il merluzzo e il Boston terrier.
Lo Stato ha avuto un ruolo storico, culturale e commerciale molto significativo nella storia americana. Plymouth è stato il sito della colonia fondata nel 1620 dai Padri Pellegrini, i passeggeri della Mayflower. La Harvard University, fondata nel 1636, è il più antico istituto di istruzione superiore negli Stati Uniti. Nel 1692, la città di Salem e le zone circostanti hanno vissuto uno dei maggiori episodi di isteria di massa negli Stati Uniti, le streghe di Salem. Nel tardo XVIII secolo, Boston è diventata nota come la "Culla della Libertà" per l'agitazione che da lì ha portato alla rivoluzione americana e all'indipendenza degli Stati Uniti dalla Gran Bretagna. Nel 1777, il generale Henry Knox ha fondato la Springfield Armory, che durante la rivoluzione industriale ha catalizzato numerosi importanti progressi tecnologici, tra cui le parti intercambiabili. Nel 1786, la Shays' Rebellion, una rivolta populista guidata da veterani scontenti della guerra rivoluzionaria, ha portato direttamente alla convenzione costituzionale degli Stati Uniti.
Prima della guerra civile americana, il Massachusetts era un importante centro per i movimenti trascendentalisti e abolizionisti. Nel 1837, il Mount Holyoke College, il primo college degli Stati Uniti per le donne, è stato inaugurato nella città di South Hadley. Nel tardo XIX secolo, gli (ora) sport olimpici della pallacanestro e della pallavolo sono stati inventati rispettivamente nelle città del Massachusetts occidentale Springfield e Holyoke. Nel 2004, il Massachusetts è diventato il primo Stato americano a riconoscere legalmente il matrimonio tra persone dello stesso sesso in conseguenza della decisione della Corte Suprema dello Stato. Il Massachusetts ha contribuito al servizio nazionale di molti politici di primo piano, compresi i membri della famiglia Adams e della famiglia Kennedy.

## Geografia fisica

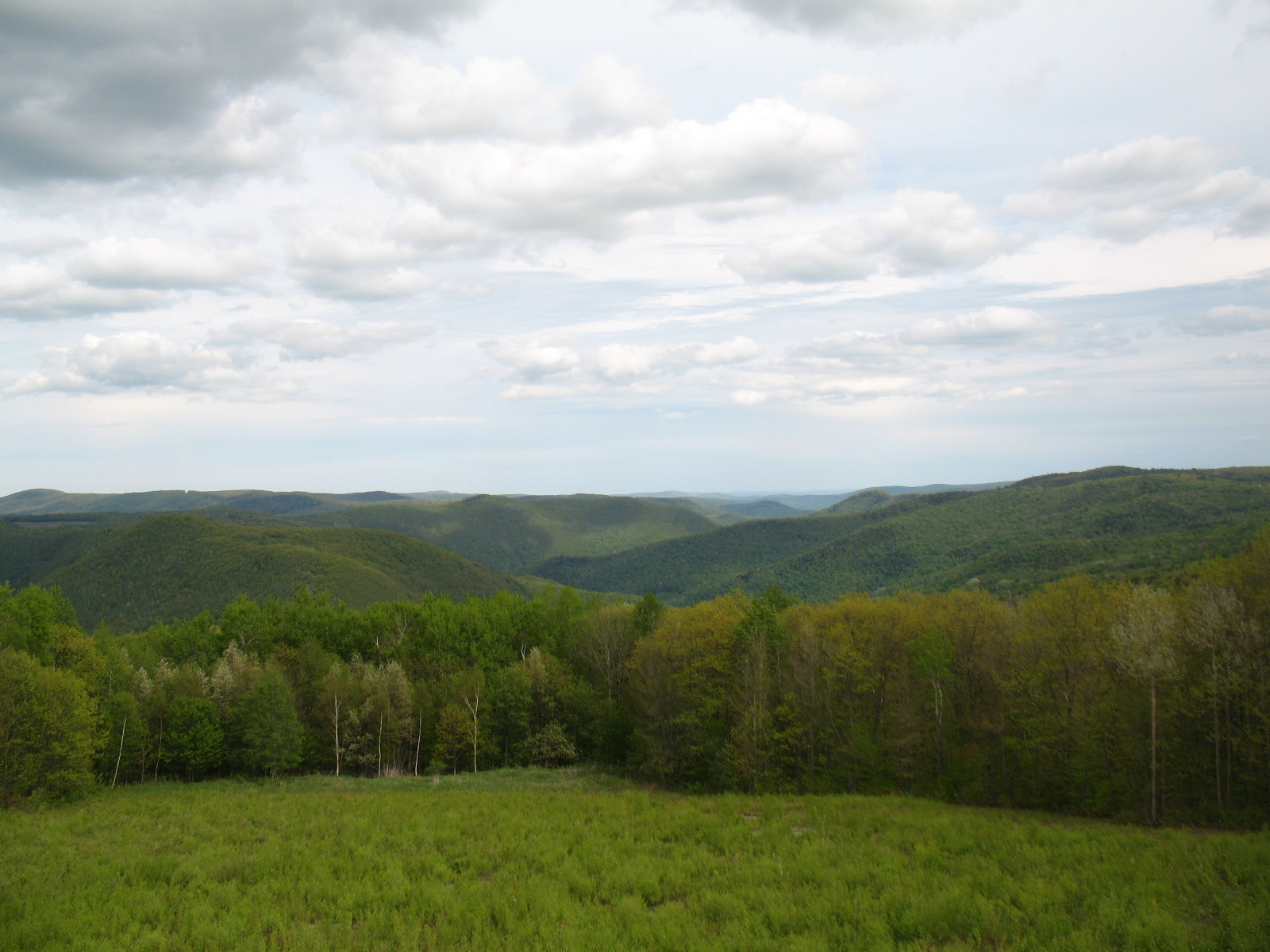
Veduta delle Berkshire Mountains

Il Massachusetts si trova nella regione del Nuova Inghilterra nel nord-est degli Stati Uniti, e ha una superficie di 27 336 chilometri quadrati. La sua costa è formata da molte grandi baie distinte. Boston è la città più grande, nel punto più profondo della Baia del Massachusetts, alla foce del fiume Charles.
Nonostante le dimensioni ridotte, il Massachusetts dispone di numerose regioni distinte: a ovest, le dolci Berkshire Mountains circondano la fertile valle del fiume Connecticut (l'ultima delle quali contiene l'area metropolitana di Springfield) nel centro del Massachusetts, le rurali città di collina che circondano Worcester, mentre l'est comprende i dintorni urbani della Greater Boston, le spiagge sabbiose di Cape Cod, e le coste rocciose della costa settentrionale.
Il National Park Service gestisce una serie di siti storici e naturali in Massachusetts. Insieme con dodici siti storici nazionali, il National Park Service gestisce anche il Cape Cod National Seashore e la Boston Harbor Islands National Recreation Area. Inoltre, il Dipartimento del Massachusetts di Conservazione e ricreazione mantiene un certo numero di parchi, sentieri e spiagge in tutto lo Stato.
Il territorio del Massachusetts nell'entroterra è collinare; è attraversato dal sistema degli Appalachi la cui vetta più alta è quella del Monte Greylock (1064 m).
Le coste sono pianeggianti e fronteggiate da isole tra le quali Martha's Vineyard e Nantucket.
I fiumi principali sono il Taunton, il Connecticut, il Charles e il Merrimack.
I più grandi laghi sono il Quabbin Reservoir e il Wachusett Reservoir, entrambi di origine artificiale.

### Clima
Lo stato ha un clima temperato. Il clima è più freddo ma più secco nel Massachusetts occidentale, ma in questa zona le nevicate invernali possono essere più intense che in prossimità della costa. Luglio è il mese più caldo, con medie di circa 22 °C, rispetto ai -3 °C di gennaio, il mese più freddo. Le precipitazioni annue medie sono abbastanza abbondanti in tutte le stagioni dell'anno (si aggirano sui 1070 mm a Boston e sui 1120–1140 mm a Worcester e a Pittsfield, rispettivamente nelle regioni centrali e occidentali). Nello stato sono frequenti venti anche forti e tempeste marittime, spesso molto violente, che interessano tutta la regione del New England.

## Origini del nome
L'origine del nome deriva da quello degli indiani Massachusetts, che abitavano il territorio attuale dello Stato quando vi giunsero i Padri Pellegrini nel 1620.

## Storia

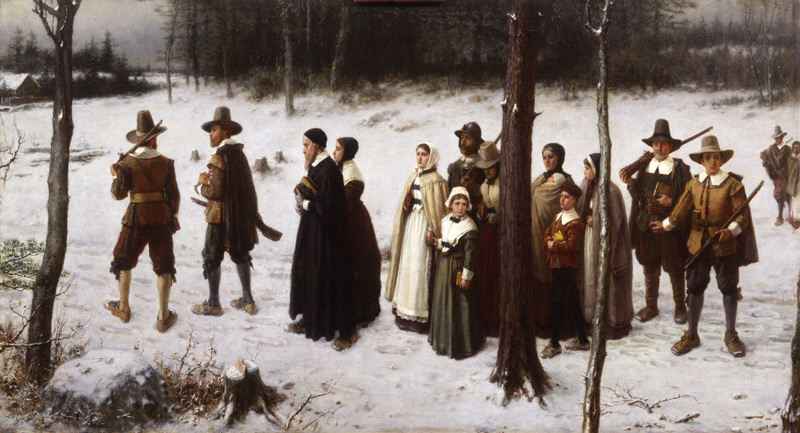
Pellegrini che vanno in chiesa di George Henry Boughton (1867)

Prima dell'arrivo dei coloni inglesi, la zona era abitata da Algonchini.
Il primo esploratore europeo fu l'italiano Giovanni da Verrazzano che, a capo della flotta organizzata dal re francese Francesco I per esplorare il Nord America, arrivò nella zona nel 1524.
Nel 1620 la Mayflower attraccò a Plymouth e vi sbarcarono i Padri Pellegrini (Pilgrim Fathers) che fondarono la prima colonia inglese nel Nuovo Mondo con 102 coloni. Nell'anno 1621 ebbe luogo la prima festa del ringraziamento.
Nel 1629 un gruppo di 900 Puritani seguirono le orme dei Padri Pellegrini e fondarono nella zona varie colonie la più importante delle quali fu la Massachusetts Bay Colony. Nonostante i Puritani si fossero trasferiti nel Nord America per poter professare liberamente il loro culto, al tempo stesso si dimostrarono intolleranti nei confronti di altre religioni: personaggi famosi come Anne Hutchinson, Roger Williams e Thomas Hooker dovettero abbandonare lo Stato perché perseguitati per le loro convinzioni. Roger Williams fondò pertanto la colonia di Rhode Island e Thomas Hooker quella del Connecticut.
Nel Massachusetts si sono sviluppati importanti movimenti culturali, come il Trascendentalismo di Thoreau ed Emerson. Divenuta la colonia più importante, nel 1643 costituisce la confederazione delle colonie inglesi del New England con il Connecticut, Plymouth, New Haven.
Divenuto Stato nel 1776, il Massachusetts fu roccaforte degli indipendentisti; ratificò l'Unione il 6 febbraio 1788 e divenne il sesto Stato federato.

## Economia
Il Massachusetts è il 6º Stato degli USA per PIL pro capite, con un PIL generale di 484.943 milioni di dollari nel 2015.
Diversamente dagli altri stati del New England l'agricoltura e l'allevamento non costituiscono una voce importante nell'economia del paese, mentre è assai sviluppata la pesca e Boston è il primo porto peschereccio degli USA.
L'industria è molto sviluppata, in particolare nei settori tessile, cartaria, calzaturifici, elettrotecnica, meccanica, navale, grafico-editoriale (il News-Letter, il primo giornale delle tredici colonie, uscì a Boston nel 1704). Attualmente, però, lo stato è leader negli States per concentrazione di industrie che operano nei settori dello sviluppo e della ricerca in campo scientifico e tecnologico facendo dell'economia del Massachusetts una vera e propria economia basata sull'innovazione. Il simbolo è il Massachusetts Institute of Technology (MIT), una delle più importanti università di ricerca a livello internazionale, capace di classificarsi in 1ª posizione fra le migliori università del mondo sia nel 2012/2013 che nel 2015/2016 grazie all’altissima qualità dell’insegnamento offerto nelle materie scientifiche.
Grazie al fascino degli eventi storici che hanno avuto luogo in questa zona, il Massachusetts è un'importante meta turistica. La capitale, Boston, riunisce in sé il fascino del vecchio mondo e della metropoli americana questo la rende una città unica che attira ogni anno migliaia di turisti.
Molto forte anche la spinta culturale: il 41,2% della popolazione oltre i 25 anni è laureato (la media degli USA è 29,3%) e vi sono oltre 50 istituti tra college e università tra i quali le più famose sono la prestigiosissima Harvard e il Massachusetts Institute of Technology (MIT) a cui si aggiungono la Boston University (BU) e il Boston College (BC).

## Società

### Evoluzione demografica
Al 2018 la popolazione del Massachusetts contava 6 902 149 abitanti.
Più dell'80,4% bianchi, circa il 6,6% neri, il 5,3% asiatici e il 9,6% sono gli abitanti di origine ispanica.
Per quanto riguarda le origini, nel 2000, erano così suddivise:
- 22,5% irlandesi americani
- 13,5% italiani
- 11,4% statunitensi di ascendenza britannica
- 8,0% franco-americani
- 6,7% tedeschi
- 5,1% polacchi
- 4,4% portoghesi
- 4,2% franco-canadesi
- 3,4% scozzesi
- 2,0% scotch irish
- 1,9% svedesi
- 1,9% russi
- 1,9% africani subsahariani
- 1,6% nativi americani dell'Ovest
- 1,3% greci
- 1,0% arabi

Secondo il censimento del 2000, il 6,21% della popolazione di almeno 5 anni di età parla spagnolo a casa, il 2,68% portoghese, l'1,44% francese e l'1,00% italiano.

### Città

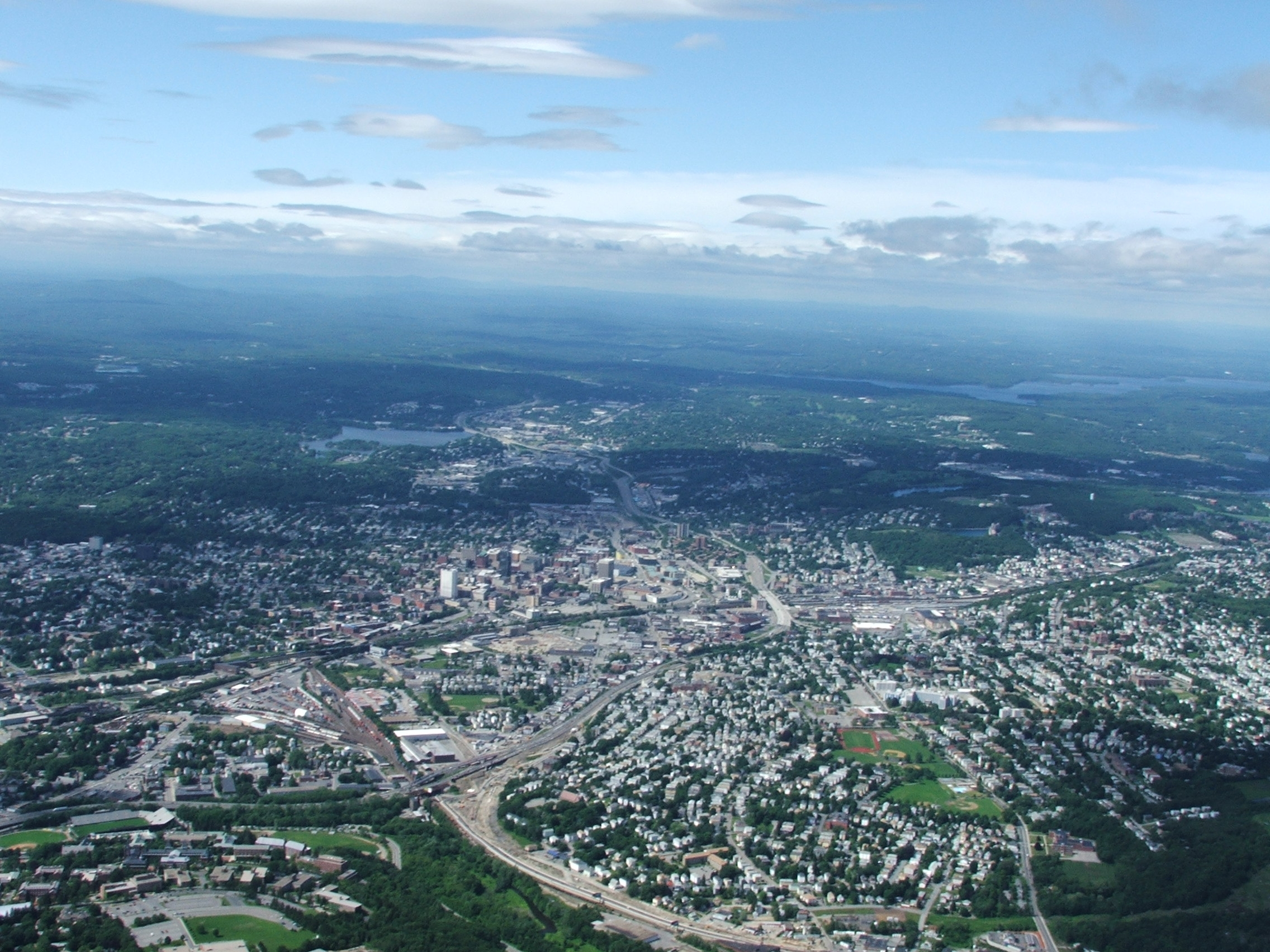
Vista aerea di Worcester

La città più popolosa è la capitale Boston, la cui area metropolitana denominata Greater Boston, comprendente anche parte del Rhode Island e del New Hampshire, arriva a circa 4 500 000 abitanti.
Da una stima del 2018 queste sono le prime 10 città per numero di abitanti:
1. Boston, 694 583
2. Worcester, 185 877
3. Springfield, 155 032
4. Cambridge, 118 977
5. Lowell, 111 640
6. Brockton, 95 777
7. New Bedford, 95 315
8. Lynn, 94 654
9. Quincy, 94 580
10. Fall River, 89 661

## Istruzione
Nello Stato del Massachusetts si trovano più di cento università e college, le più note sono l'università di Harvard e il MIT.

## Religione
- Cristiani: 60%
  - Cattolici: 47%
  - Protestanti: 31%
  - Battisti: 4%
  - Chiesa Unita di Cristo: 4%
  - Episcopali: 3%
  - Metodisti: 2%
  - Pentecostali: 2%
  - Altri Protestanti: 16%
  - Mormoni: 1%
  - Altri Cristiani: 1%

- Ebrei: 2%
- Unitariani 1%
- Altro: 1%

## Sport
In questo Stato sono nati e sono state codificate le regole di due degli sport di squadra più praticati in assoluto: il basket a Springfield e la pallavolo a Holyoke; le due città sono oggi rispettivamente sedi del Naismith Memorial Basketball Hall of Fame e del Volleyball Hall of Fame, in cui vengono ricordati le più grandi personalità legate alla pallacanestro e alla pallavolo.
Ogni anno, fin dal 1897 e nel giorno del Patriots' Day, si tiene sulle strade di Boston la maratona di Boston, una delle più antiche e importanti corse podistiche al mondo.
Le franchigie del Massachusetts che partecipano al Big Four (le quattro grandi leghe sportive professionistiche americane) sono:
- New England Patriots (con sede a Foxborough), NFL
- Boston Red Sox, MLB
- Boston Celtics, NBA
- Boston Bruins, NHL

Altre franchigie statali afferenti alle altre leghe sportive professionistiche sono:
- New England Revolution (con sede a Foxborough), MLS
- Boston Cannons, MLL